# Ластрас-дель-Посо
Ластрас-дель-Посо (ісп. Lastras del Pozo) — муніципалітет в Іспанії, у складі автономної спільноти Кастилія-і-Леон, у провінції Сеговія. Населення — 94 особи (2010).
Муніципалітет розташований на відстані близько 75 км на північний захід від Мадрида, 18 км на південний захід від Сеговії.
На території муніципалітету розташовані такі населені пункти: (дані про населення за 2010 рік)
- Ластрас-дель-Посо: 92 особи
- Сан-Педро-де-лас-Дуеньяс: 2 особи

## Демографія
Динаміка населення (INE ):